# Johannes Baptiste van Dijk
Johannes Baptiste van Dijk (Amsterdam, 4 maart 1856 – Oisterwijk, 20 mei 1935) was een Amsterdams fabrikant en politicus voor de Roomsch-Katholieke Staatspartij (RKSP).
Johannes Baptiste van Dijk was de zoon van likeurstoker en wijnkoper Hendricus Philippus van Dijk en Maria Anna Volmarij. Johannes ging naar de Rooms-Katholieke MULO in Amsterdam en de MULO-kostschool in Zevenbergen. Hij werd net als zijn vader likeurstoker in Amsterdam (1875-1912), en was mede-oprichter en voorzitter van de Algemeene Roomsch-Katholieke Werkgeversvereeniging.
Van 1901 tot 1907 was Van Dijk lid van de Amsterdamse gemeenteraad, en in 1918 werd hij in de Tweede Kamer der Staten-Generaal gekozen namens de RKSP. Hij zou tot 1929 lid blijven van de Kamer, en sprak vooral over financieel-economische onderwerpen, waterstaat en landbouw. In 1925 stemden Jan Bomans en hij als enigen van de katholieke fractie vóór het wetsvoorstel over een staatsgarantie voor een lening van 1 miljoen gulden aan de organisatie van de Olympische Spelen in Amsterdam.
Buiten de Kamer was Van Dijk vooral actief op het gebied van de sociale verzekeringen en bij de Katholieke Werkgeversorganisatie. Hij was lid van de Raad van toezicht van de Rijksverzekeringsbank van 1912 tot 1918 en vanaf 1921 (vanaf 1925 voorzitter).
Van Dijk trouwde in 1880 met Adriana Cornelia Maria Sieuwe. Hij werd in 1926 benoemd tot Ridder in de Orde van de Nederlandse Leeuw.